# Akna (bányászat)
Az akna a mélyműveléses bányászatban a hasznosítható ásványi nyersanyag megközelítésére szolgáló épített műtárgy, melynek létesítési folyamatát aknamélyítésnek nevezik. Az aknákat általában a fedő kőzetrétegekben építik meg, de különleges esetekben előfordul a hasznosítható nyersanyagban vagy annak fekü kőzeteiben történő létesítés is. A mélyműveléses bányászatban a hasznosítható nyersanyag megközelítését feltárásnak nevezik, melyet legalább két ponton (helyszínen) valósítanak meg. Egy ponton történő feltárás gyakran kutatási célokat szolgál, termelés csak korlátozó feltételekkel lehetséges.

## Az aknák felosztása

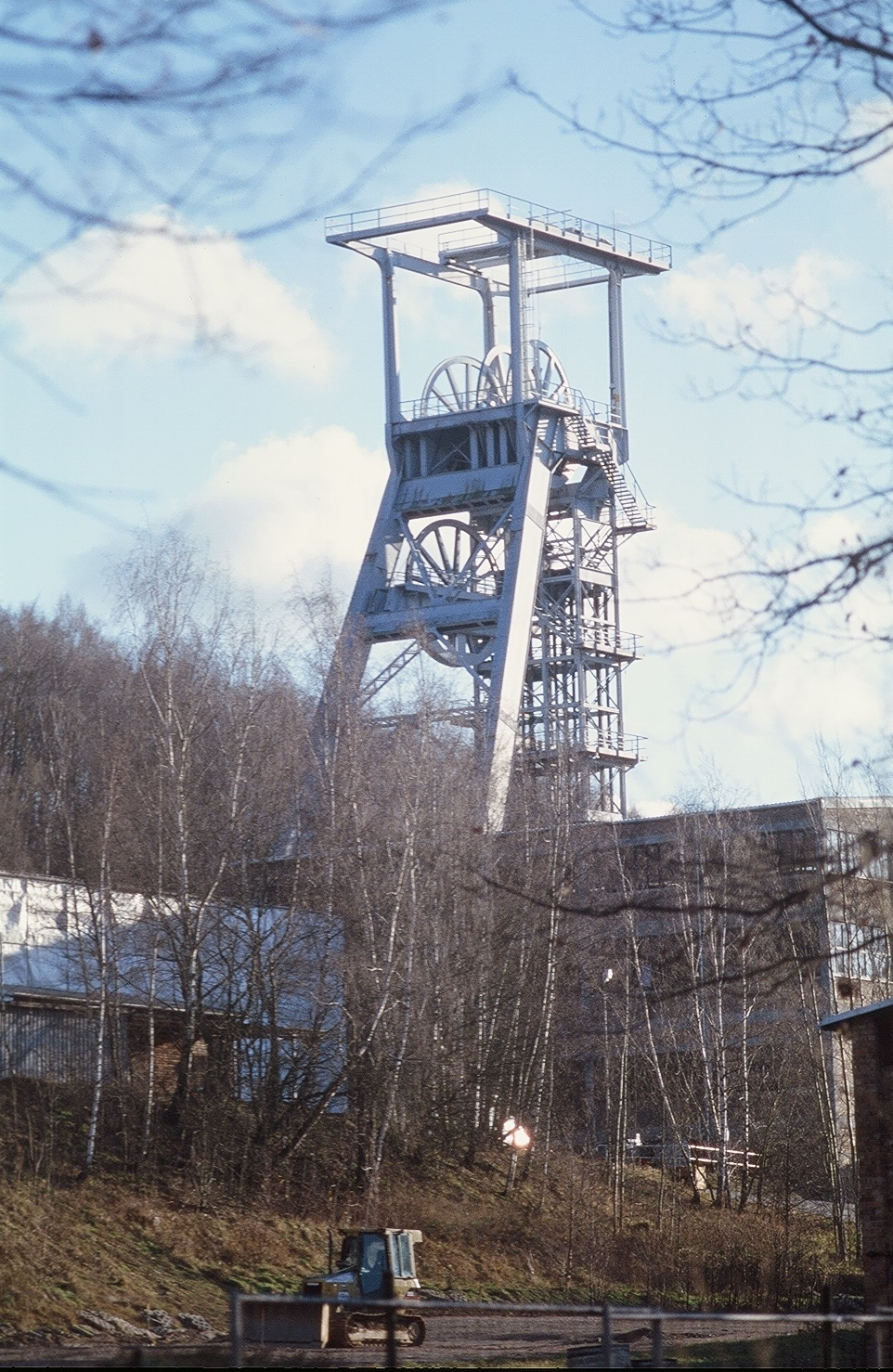
Acélszerkezetű torony függőleges szállítóaknánál

Az aknákat azok térbeli elhelyezkedése,  szelvényének alakja, a kőzetköpeny megtámasztási anyaga és módja, az akna rendeltetése, a kiképzés (építés) módja, egymáshoz viszonyított helyzetük szerint különböztetik meg.

### Térbeli elhelyezkedés

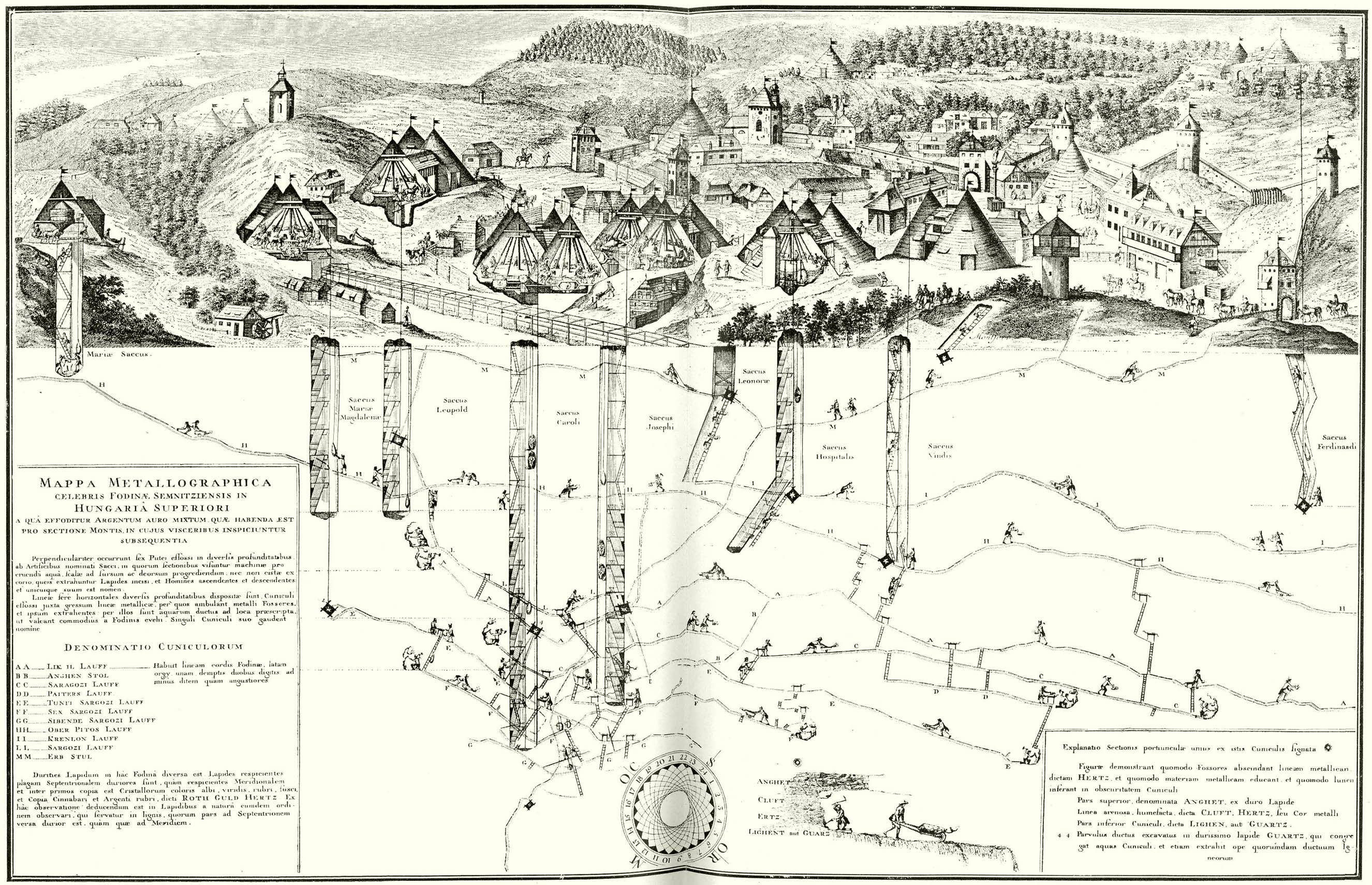
Selmecbánya aknái a 18. század elején

- Függőleges akna (függőakna) esetén a létesítmény tengelyvonala függőleges.
- Lejtősakna (lejtakna) esetén az építmény tengelyvonala a vízszintestől lefelé irányuló szöget zár be.
- Táró (altáró, alagút) a főfeltáró bányatérség neve, ha annak tengelyvonala általában néhány ezrelékes emelkedésű (igen ritkán lejtésű), a vízszinteshez viszonyítva.
- Vakakna esetén az akna nyitópontja a föld alatt helyezkedik el.
- Spirális lejtősakna nagyobb mélységre lehatoló lejtősakna, önjáró szállítóeszközök alkalmazásakor (dömper, tehergépkocsi, konténer).

### Az akna funkciója szerint
- Kutatóakna: az ásványvagyon és a kőzetkörnyezet részletesebb megismerése a cél.
- Szállítóakna: a termelvény felszínre szállítása érdekében létesítik, felszereltségétől függően lehet:
  - kasos akna  a termelvény kiszállítása kisebb csillékben (vagonokban) történik, külön erre a célra rendszeresített kas alkalmazásával,
  - skypakna nagyobb térfogatú edény, szkip alkalmazásával történik a termelvény kiszállítása.
- Szellőztető vagy légakna a bánya vagy bányamező levegőellátására létesül, ami lehet:
  - behúzó akna a friss levegő ellátására szolgál,
  - kihúzó akna az elhasznált vagy gázokban feldúsult bányalevegő kivezetésére létesítik.
- Vízakna: a bányában összegyűjtött, vagy előzetesen leszívott (víznívó süllyesztés) vízmennyiség elszállítására, jellemzően búvárszivattyúkkal felszeret létesítmény.
- Műakna: az erőátviteli, jelző, informatikai kábelek, sűrített levegős csővezetékek beépítésére létesített külön akna.
- Tömedékakna: a tömedékéléses fejtésmódok alkalmazásához szükséges anyagok beadására létesítik.
- Beszálló akna: a bányába leszálló személyek közlekedésére szolgáló akna.

A gyakorlatban egyes aknák több funkcióra is használatosak.

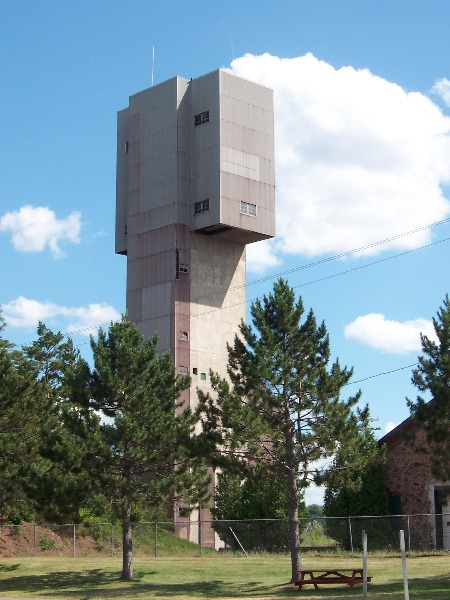
Vasbetontorony függőleges aknánál

### A szelvény alakja szerint
- Szabályos kör: ez az alak a legelterjedtebb, helykihasználása nem a legkedvezőbb, de kőzetmecchanikailag kedvező.
- Ívelt alak: szakaszokból összeállított szelvényalak, amit a jobb helykihasználás miatt alkalmaznak.
- Négyszögszelvény: alárendeltebb esetekben alkalmazzák, jó a helykihasználása.
- Ellipszisszelvény: a jobb helykihasználás érdekében szokták használni.
- Szabálytalan szelvény: a kőzetköpeny megtámasztását (biztosítását) nem vagy csak kismértékben igénylő kőzetekben, elsősorban ércbányák esetén alkalmazzák.

### A kőzetköpeny megtámasztása szerint

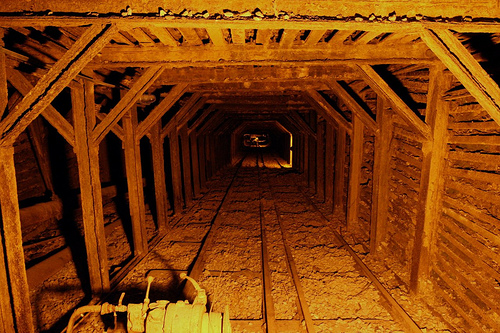
Kettős szelvényű lejtősakna, acélgerendákkal biztosítva

A kőzetköpeny megtámasztása, azaz a biztosítás módja szerint:
- Falazott akna esetén a biztosítás anyaga nagyszilárdságú tégla, vagy erre a célra gyártott betonidomkő.
- Monolítbeton biztosítás esetén a beépítés függesztett csúszózsalu mögé történik, a beton helyszínre juttatása ejtőcső(vek) vagy különleges konténer(ek) alkalmazásával történhet.
- Tübingbiztosítás esetén öntöttvas, hegesztett acéllemez vagy előre gyártott vasbeton elemekből építik a biztosítást.
- Kombinált biztosítás az előzőek kombinációja, de alkalmaznak kőzethorgony, kőzetszegecs, acélháló, vagy különleges expandált acéllemez, acélív és lövellt beton kombinációkat.
- Biztosítás nélkül készülhet az akna, amennyiben a nagyszilárdságú kőzetkörnyezet nem hajlamos elmozdulásra vagy deformációra. A kőzetek atmoszferikus megbomlásának elkerülésére a kőzetet szórt cement- vagy műgyantabevonattal látják el.
- Acélcső biztosítás alkalmazására kisebb szelvény és különleges aknamélyítési eljárás (aknafúrás) esetén kerül sor.
- Ácsolt akna négyszög szelvényű  kisebb jelentőségű aknák esetén, lapolt tölgy vagy fenyőgerenda kereteket építenek be, melyek mögött pallóbélelést használnak.
- Idomacél biztosítás esetén, főként lejtős aknáknál, különböző szelvényalakot biztosítanak egyenes, vagy ívelt alakú idomacél gerendák kombinációjával.

### Megkülönböztetés az aknák egymáshoz való elhelyezkedése szerint
A hasznosítható ásványi nyersanyag (telep, telepcsoport, lencsék stb.) feltárására annak kiterjedése és tömege függvényében legalább két, de gyakran több aknát is telepítenek. Az aknák helyét és fő méreteit a külszíni és a földalatti adottságok alapján a megkívánt termelési kapacitás és az ásványvagyon mennyiségének figyelembevételével határozzák meg.
- Centrális telepítés esetén a főfeltáró létesítmények egymás közelében épülnek meg. Ebben az esetben gyakran használják az ikerakna elnevezést.
- Átlós telepítés esetén a két (vagy több) akna egymástól nagyobb távolságra, gyakran külön üzemterületen épül meg. Szokásos ebben az esetben a diagonális akna névhasználat. Mindkét esetben az aknák egyike, vagy mindkettő egyaránt lehet függőleges vagy lejtős.
- Peremi akna elnevezést akkor használják, ha az akna telepítése az előfordulás természetes vagy mesterségesen kijelölt határa közelében történik, ez az átlós telepítés különleges esete.

## Aknák a mélyépítésben
A mélyépítésben kiterjedten alkalmazzák az aknákat ideiglenes és végleges műtárgyként. A közművek építésénél a közbenső leszálló, elágazó, tisztító, bukó aknákat gyakran előre gyártott elemekből építik meg.

## A metróépítés aknái
Különös jelentőségük van az aknáknak a földalatti vasutak, metrók építésénél. A vonali alagutak építéséhez alkalmazott pajzsokat leggyakrabban a tervezett állomások helyén létesített indítóaknákban szerelik össze, és innen végzik el az alagútépítés kiszolgálását is. Ezek az aknák általában ideiglenes szerkezetűek, a végleges műtárgyakat a vonali alagutak elkészítése után alakítják ki. A mozgólépcsőket leggyakrabban lejtős aknák kiképzésével építik be. Függőleges aknákat építenek a vonalalagutak ideiglenes és végleges szellőztetésére, az energiaellátásra, a szervizmunkák elvégzésére és az esetleges javítások megkönnyítésére. A korszerű metróállomások építésénél ma már követelmény az akadálymentesített megközelíthetőség, amit külön erre a célra létesített függőleges aknákba szerelt liftekkel oldanak meg.

## Aknák alkalmazása mélyalapozásoknál
A mélyalapozásoknál gyakran alkalmaznak függőleges aknákat, ideiglenes vagy végleges műtárgy szerkezeteknél. A leggyakoribb a helyszínen épített szekrényalapozás, amit falazatsüllyesztéssel alakítanak ki. Alkalmaznak függőleges aknákat a hídépítési alapozási munkáknál, különleges esetekben keszonos munkakamrákkal kombinálva. Ismeretes a nagy mélységű és nagy átmérőjű cölöpalapozásoknál is a függőleges aknák alkalmazása zaggyal való süllyesztés, vízalatti kotrás vagy vibrációs süllyesztéssel kombinálva.

## Az ivóvíztermelés aknái
A víznyerésnél kiterjedten alkalmazzák az aknakutakat önálló műtárgykánt vagy más építményekkel együtt. Különös jelentősége van a csápos aknakutak alkalmazásának. Budapest vízellátásának nagy részét ilyen rendszerű vízbeszerzéssel biztosítják. Aknakutakat (függőleges aknákat) alkalmaznak a karsztbázisú ivóvízellátás esetén is, gyakran csapoló vágatokkal kiegészítve. Használatos a függőleges akna szivárgó vizek felszín alatti összefogására, az esetleges nagyobb talajmozgás megakadályozása érdekében. Ilyen függőleges szűrőakna rendszert építettek például a dunaújvárosi partfal védelmére is.

## Alkalmazás szennyvízkezelésnél
A szennyvizek elvezetésénél és kezelésénél gyakran alkalmaznak szennyvízátemelő függőleges aknákat, különböző átmérőkben és változó mélységgel, melyeket leggyakrabban előre gyártott vasbeton elemekből falazatsüllyesztéssel építenek meg, ami megvalósulhat száraz munkagödörben, vagy vízalatti kotrással.

## Különleges alkalmazás
A függőleges aknákat a haditechnikában is alkalmazzák, például rakétasilók építésére, valamint a földalatti kísérleti atomrobbantások végrehajtásánál.

## Aknák az alagútépítésben
A hosszabb alagutak építésénél, az építés meggyorsítása érdekében nemcsak az alagutak végpontjaiban folytatják az építést. Az alagutak nyomvonalának közbenső helyén vagy helyein (az alagutak tengelyétől elhúzva) közbenső aknát vagy aknákat létesítenek, amelyek segítségével elenmunkahelyek alakíthatók ki. Közbenső aknák létesítésekor fokozott figyelmet kell fordítani a pontos geodéziai mérésekre. Ezek az aknák a tervezett alagutak talpszintje alá nyúlnak le a fakadó és beszivárgó víz eltávolíthatóságának érdekében. A közbenső aknák méreteit az alkalmazásra kerülő gépi berendezések (gyakran pajzsok) és az alkalmazott anyagszállítás alapján határozzák meg. Gyakran létesítenek aknákat az alagutak üzemeltetésének kiszolgálásához is: szellőztetés, vízkiemelés, akadálymentesített személyközlekedés (lift), energiaellátás, szerelési, javítási és esetleges mentési munkák ellátása. Ezekre a célokra az építés közbenső aknáit alakítják át, illetve létesítésükkor már figyelembe veszik a végleges üzemben tartás igényeit.